# English Football League Cup 2017-2018
La English Football League Cup 2017-2018, conosciuta anche con il nome di Carabao Cup per motivi di sponsorizzazione, è stata la 58ª edizione del terzo torneo calcistico più importante del calcio inglese, la 52ª in finale unica. La manifestazione, ebbe inizio l'8 agosto 2017 e si concluse il 25 febbraio 2018 con la finale di Wembley.
Il trofeo fu vinto dal Manchester City che nell'atto conclusivo prevalse con il punteggio di 3-0 sull'Arsenal. Per i Citizens, si trattò del secondo titolo stagionale, dopo quello ottenuto in Premier League.

## Formula
La EFL Cup è aperta alle 20 squadre di Premier League e a tutte e 72 squadre della English Football League; il torneo è suddiviso in sette fasi, così da avere 32 squadre al termine del terzo turno. Le squadre che partecipano alle competizioni europee vengono sorteggiate solamente dal terzo turno, mentre le restanti squadre di Premier League entrano al secondo turno.
Ogni turno della EFL Cup è composto da scontri ad eliminazione diretta, ad esclusione delle semifinali che si compongono di due match dove la squadra con il miglior risultato combinato accede in finale. Se al termine di ogni partita o se il risultato combinato delle semifinali è identico, vengono giocati i tempi supplementari. Se anche al termine dei tempi supplementari il punteggio è ancora in parità, si passa ai calci di rigore.
Nei primi cinque turni, la squadra che viene sorteggiata per prima ottiene il vantaggio del campo; nelle semifinali, invece, la prima squadra sorteggiata gioca il primo match in casa. La finale viene disputata su campo neutro.
|                              | Squadre che entrano in questo turno                                                                                           | Squadre qualificate dal turno precedente    |
| ---------------------------- | --- | ------------------------------------------- |
| Primo turno (70 squadre)     | - 24 squadre dalla Football League Two - 24 squadre dalla Football League One - 22 squadre dalla Football League Championship |                                             |
| Secondo turno (50 squadre)   | - 2 squadre dalla Football League Championship - 13 squadre dalla Premier League (non partecipanti alle competizioni europee) | - 35 squadre vincitrici del primo turno     |
| Terzo turno (32 squadre)     | - 7 squadre dalla Premier League (partecipanti alle competizioni europee)                                                     | - 25 squadre vincitrici del secondo turno   |
| Quarto turno (16 squadre)    | | - 16 squadre vincitrici del terzo turno     |
| Quarti di finale (8 squadre) | | - 8 squadre vincitrici del quarto turno     |
| Semifinali (4 squadre)       | | - 4 squadre vincitrici dei quarti di finale |
| Finale (2 squadre)           | | - 2 squadre vincitrici delle semifinali     |

## Primo turno
Il sorteggio del primo turno si è svolto il 16 giugno 2017 a Bangkok, in Thailandia.
Al primo turno hanno preso parte 70 squadre del sistema della Football League (tutti i 24 club della Football League Two, tutti i 24 club della Football League One e 22 club della Football League Championship).
| Squadra 1          | Risultato       | Squadra 2        |
| ------------------ | --------------- | ---------------- |
| 8 agosto 2017      |                 |                  |
| Accrington Stanley | 3 - 2           | Preston N.E.     |
| AFC Wimbledon      | 1 - 3 (dts)     | Brentford        |
| Barnsley           | 4 - 3           | Morecambe        |
| Birmingham City    | 5 - 1           | Crawley Town     |
| Bradford City      | 2 - 3           | Doncaster        |
| Bristol City       | 5 - 0           | Plymouth         |
| Bristol Rovers     | 4 - 1           | Cambridge Utd    |
| Cardiff City       | 2 - 1 (dts)     | Portsmouth       |
| Coventry City      | 1 - 3           | Blackburn        |
| Exeter City        | 1 - 2           | Charlton         |
| Fleetwood Town     | 1 - 2 (dts)     | Carlisle Utd     |
| Forest Green       | 0 - 1 (dts)     | MK Dons          |
| Luton Town         | 0 - 2           | Ipswich Town     |
| Mansfield Town     | 0 - 1           | Rochdale         |
| Millwall           | 2 - 0           | Stevenage        |
| Norwich City       | 3 - 2           | Swindon Town     |
| Nottingham Forest  | 2 - 1           | Shrewsbury Town  |
| Oxford Utd         | 3 - 4 (dts)     | Cheltenham Town  |
| Peterborough Utd   | 1 - 3           | Barnet           |
| QPR                | 1 - 0           | Northampton Town |
| Reading            | 2 - 0           | Gillingham       |
| Rotherham Utd      | 2 - 1           | Lincoln City     |
| Scunthorpe Utd     | 3 - 3 (6-5 dcr) | Notts County     |
| Sheffield Weds     | 4 - 1           | Chesterfield     |
| Southend Utd       | 0 - 2           | Newport County   |
| Wigan              | 2 - 1           | Blackpool        |
| Wolverhampton      | 1 - 0           | Yeovil Town      |
| Wycombe            | 0 - 2           | Fulham           |
| 9 agosto 2017      |                 |                  |
| Colchester Utd     | 1 - 2           | Aston Villa      |
| Crewe Alexandra    | 1 - 2           | Bolton           |
| Leeds Utd          | 4 - 1           | Port Vale        |
| Oldham Athletic    | 2 - 3           | Burton Albion    |
| Sheffield Utd      | 3 - 2           | Walsall          |
| 10 agosto 2017     |                 |                  |
| Bury               | 0 - 1           | Sunderland       |
| 22 agosto 2017     |                 |                  |
| Grimsby Town       | 0 - 1           | Derby County     |

## Secondo turno
Il sorteggio del secondo turno si è svolto il 10 agosto 2017.

Alle 35 squadre vincenti del primo turno si sono aggiunti due club della Football League Championship e i 13 club della Premier League non coinvolti nelle competizioni europee.
| Squadra 1          | Risultato   | Squadra 2         |
| ------------------ | ----------- | ----------------- |
| 22 agosto 2017     |             |                   |
| Carlisle Utd       | 1 - 2       | Sunderland        |
| Bolton             | 3 - 2       | Sheffield Weds    |
| Accrington Stanley | 1 - 3       | West Bromwich     |
| Leeds Utd          | 5 - 1       | Newport County    |
| Middlesbrough      | 3 - 0       | Scunthorpe Utd    |
| Doncaster          | 2 - 0       | Hull City         |
| Sheffield Utd      | 1 - 4       | Leicester City    |
| Aston Villa        | 4 - 1       | Wigan             |
| QPR                | 1 - 4       | Brentford         |
| Crystal Palace     | 2 - 1       | Ipswich Town      |
| Watford            | 2 - 3       | Bristol City      |
| Norwich City       | 4 - 1       | Charlton          |
| Brighton           | 1 - 0       | Barnet            |
| Cardiff City       | 1 - 2       | Burton Albion     |
| Fulham             | 0 - 1       | Bristol Rovers    |
| MK Dons            | 1 - 4       | Swansea City      |
| Birmingham City    | 1 - 2       | Bournemouth       |
| Reading            | 3 - 1 (dts) | Millwall          |
| 23 agosto 2017     |             |                   |
| Blackburn          | 0 - 2       | Burnley           |
| Cheltenham Town    | 0 - 2       | West Ham Utd      |
| Huddersfield Town  | 2 - 1       | Rotherham Utd     |
| Newcastle Utd      | 2 - 3 (dts) | Nottingham Forest |
| Southampton        | 0 - 2       | Wolverhampton     |
| Stoke City         | 4 - 0       | Rochdale          |
| 12 settembre 2017  |             |                   |
| Barnsley           | 3 - 2       | Derby County      |

## Terzo turno
Il sorteggio del terzo turno si è svolto il 24 agosto 2017 a Pechino, in Cina.

Alle 25 squadre vincenti del secondo turno si sono aggiunti i sette club della Premier League coinvolti nelle competizioni europee.
| Squadra 1         | Risultato       | Squadra 2         |
| ----------------- | --------------- | ----------------- |
| 19 settembre 2017 |                 |                   |
| Leicester City    | 2 - 0           | Liverpool         |
| Brentford         | 1 - 3           | Norwich City      |
| Wolverhampton     | 1 - 0 (dts)     | Bristol Rovers    |
| Burnley           | 2 - 2 (3-5 dtr) | Leeds Utd         |
| Bristol City      | 2 - 0           | Stoke City        |
| Aston Villa       | 0 - 2           | Middlesbrough     |
| West Ham Utd      | 3 - 0           | Bolton            |
| Crystal Palace    | 1 - 0           | Huddersfield Town |
| Bournemouth       | 1 - 0 (dts)     | Brighton          |
| Reading           | 0 - 2           | Swansea City      |
| Tottenham         | 1 - 0           | Barnsley          |
| 20 settembre 2017 |                 |                   |
| Everton           | 3 - 0           | Sunderland        |
| Arsenal           | 1 - 0           | Doncaster         |
| Chelsea           | 5 - 1           | Nottingham Forest |
| West Bromwich     | 1 - 2           | Manchester City   |
| Manchester Utd    | 4 - 1           | Burton Albion     |

## Quarto turno
Il sorteggio del quarto turno si è svolto il 20 settembre 2017.
| Squadra 1       | Risultato       | Squadra 2      |
| --------------- | --------------- | -------------- |
| 24 ottobre 2017 |                 |                |
| Bournemouth     | 3 - 1           | Middlesbrough  |
| Arsenal         | 2 - 1 (dts)     | Norwich City   |
| Bristol City    | 4 - 1           | Crystal Palace |
| Leicester City  | 3 - 1           | Leeds Utd      |
| Swansea City    | 0 - 2           | Manchester Utd |
| Manchester City | 0 - 0 (4-1 dtr) | Wolverhampton  |
| 25 ottobre 2017 |                 |                |
| Chelsea         | 2 - 1           | Everton        |
| Tottenham       | 2 - 3           | West Ham Utd   |

## Quarti di finale
Il sorteggio dei quarti di finale si è svolto il 26 ottobre 2017.
| Squadra 1        | Risultato       | Squadra 2       |
| ---------------- | --------------- | --------------- |
| 19 dicembre 2017 |                 |                 |
| Arsenal          | 1 - 0           | West Ham Utd    |
| Leicester City   | 1 - 1 (3-4 dtr) | Manchester City |
| 20 dicembre 2017 |                 |                 |
| Chelsea          | 2 - 1           | Bournemouth     |
| Bristol City     | 2 - 1           | Manchester Utd  |

## Semifinali
Il sorteggio delle semifinali si è svolto il 20 dicembre 2017. Le partite di andata si sono giocate il 9 gennaio ed il 10 gennaio 2018, mentre quelle di ritorno il 23 gennaio ed il 24 gennaio 2018.
| Squadra 1       | Totale | Squadra 2    | Andata          | Ritorno         |
| --------------- | ------ | ------------ | --------------- | --------------- |
|                 |        |              | 9 gennaio 2018  | 23 gennaio 2018 |
| Manchester City | 5 - 3  | Bristol City | 2 - 1           | 3 - 2           |
|                 |        |              | 10 gennaio 2018 | 24 gennaio 2018 |
| Chelsea         | 1 - 2  | Arsenal      | 0 - 0           | 1 - 2           |

## Finale
| Arbitro: | Pawson |

|  |           |                                     |
|  | Marcatori | 18’ Agüero 58’ Kompany 65’ D. Silva |

| Arsenal | Manchester City |

| ARSENAL (3-4-2-1) |    |                           |     |     |
|                   |    |                           |     |     |
| P                 | 13 | David Ospina              |     |     |
| D                 | 21 | Calum Chambers            | 47’ | 65’ |
| D                 | 20 | Shkodran Mustafi          |     |     |
| D                 | 6  | Laurent Koscielny (C)     |     |     |
| C                 | 24 | Héctor Bellerín           | 24’ |     |
| C                 | 10 | Jack Wilshere             | 88’ |     |
| C                 | 29 | Granit Xhaka              |     |     |
| C                 | 18 | Nacho Monreal             |     | 26’ |
| T                 | 11 | Mesut Özil                |     |     |
| T                 | 8  | Aaron Ramsey              | 32’ | 73’ |
| A                 | 14 | Pierre-Emerick Aubameyang |     |     |
| A disposizione:   |    |                           |     |     |
| P                 | 33 | Petr Čech                 |     |     |
| D                 | 4  | Per Mertesacker           |     |     |
| D                 | 31 | Sead Kolašinac            |     | 26’ |
| C                 | 30 | Ainsley Maitland-Niles    |     |     |
| C                 | 35 | Mohamed Elneny            |     |     |
| A                 | 17 | Alex Iwobi                |     | 73’ |
| A                 | 23 | Danny Welbeck             |     | 65’ |
| Manager:          |    |                           |     |     |
| Arsène Wenger     |    |                           |     |     |

| MANCHESTER CITY (4-3-3) |    |                     |     |     |
|                         |    |                     |     |     |
| P                       | 1  | Claudio Bravo       |     |     |
| D                       | 2  | Kyle Walker         |     |     |
| D                       | 4  | Vincent Kompany (C) | 80’ |     |
| D                       | 30 | Nicolás Otamendi    |     |     |
| D                       | 3  | Danilo              |     |     |
| C                       | 8  | İlkay Gündoğan      |     |     |
| C                       | 25 | Fernandinho         | 36’ | 52’ |
| C                       | 21 | David Silva         |     |     |
| A                       | 17 | Kevin De Bruyne     |     |     |
| A                       | 19 | Leroy Sané          |     | 77’ |
| A                       | 10 | Sergio Agüero       |     | 89’ |
| A disposizione:         |    |                     |     |     |
| P                       | 31 | Ederson             |     |     |
| D                       | 5  | John Stones         |     |     |
| D                       | 14 | Aymeric Laporte     |     |     |
| C                       | 20 | Bernardo Silva      |     | 52’ |
| C                       | 35 | Oleksandr Zinchenko |     |     |
| C                       | 47 | Phil Foden          |     | 89’ |
| A                       | 33 | Gabriel Jesus       |     | 77’ |
| Manager:                |    |                     |     |     |
| Pep Guardiola           |    |                     |     |     |

| Man of the Match: Vincent Kompany (Manchester City) |

## Tabellone (dal quarto turno)
|  | Quarto turno    | Quarto turno    |      |                | Quarti di finale | Quarti di finale |  |                 | Semifinali | Semifinali | Semifinali | Semifinali |  |         | Finale | Finale |
|  |                 |                 |      |                |                  |                  |  |                 |            |            |            |            |  |         |        |        |
|  | Chelsea         | 2               |      |                |                  |                  |  |                 |            |            |            |            |  |         |        |        |
|  | Everton         | 1               |      |                |                  |                  |  |                 |            |            |            |            |  |         |        |        |
|  | Everton         | 1               |      | Chelsea        | 2                |                  |  |                 |            |            |            |            |  |         |        |        |
|  |                 |                 |      | Chelsea        | 2                |                  |  |                 |            |            |            |            |  |         |        |        |
|  |                 | Bournemouth     | 1    |                |                  |                  |  |                 |            |            |            |            |  |         |        |        |
|  | Bournemouth     | Bournemouth     | 1    | 3              |                  |                  |  |                 |            |            |            |            |  |         |        |        |
|  | Bournemouth     |                 |      | 3              |                  |                  |  |                 |            |            |            |            |  |         |        |        |
|  | Middlesbrough   | 1               |      |                |                  |                  |  |                 |            |            |            |            |  |         |        |        |
|  | Middlesbrough   | 1               |      |                |                  |                  |  | Chelsea         | 0          | 1          | 1          |            |  |         |        |        |
|  |                 |                 |      |                |                  |                  |  | Chelsea         | 0          | 1          | 1          |            |  |         |        |        |
|  |                 | Arsenal         | 0    | 2              | 2                |                  |  |                 |            |            |            |            |  |         |        |        |
|  | Arsenal         | Arsenal         | 0    | 2              | 2                | 2                |  |                 |            |            |            |            |  |         |        |        |
|  | Arsenal         |                 |      |                |                  | 2                |  |                 |            |            |            |            |  |         |        |        |
|  | Norwich City    | 1               |      |                |                  |                  |  |                 |            |            |            |            |  |         |        |        |
|  | Norwich City    | 1               |      | Arsenal        | 1                |                  |  |                 |            |            |            |            |  |         |        |        |
|  |                 |                 |      | Arsenal        | 1                |                  |  |                 |            |            |            |            |  |         |        |        |
|  |                 | West Ham Utd    | 0    |                |                  |                  |  |                 |            |            |            |            |  |         |        |        |
|  | Tottenham       | West Ham Utd    | 0    | 2              |                  |                  |  |                 |            |            |            |            |  |         |        |        |
|  | Tottenham       |                 |      | 2              |                  |                  |  |                 |            |            |            |            |  |         |        |        |
|  | West Ham Utd    | 3               |      |                |                  |                  |  |                 |            |            |            |            |  |         |        |        |
|  | West Ham Utd    | 3               |      |                |                  |                  |  |                 |            |            |            |            |  | Arsenal | 0      |        |
|  |                 |                 |      |                |                  |                  |  |                 |            |            |            |            |  | Arsenal | 0      |        |
|  |                 | Manchester City | 3    |                |                  |                  |  |                 |            |            |            |            |  |         |        |        |
|  | Leicester City  | Manchester City | 3    | 3              |                  |                  |  |                 |            |            |            |            |  |         |        |        |
|  | Leicester City  |                 |      | 3              |                  |                  |  |                 |            |            |            |            |  |         |        |        |
|  | Leeds Utd       | 1               |      |                |                  |                  |  |                 |            |            |            |            |  |         |        |        |
|  | Leeds Utd       | 1               |      | Leicester City | 1(3)             |                  |  |                 |            |            |            |            |  |         |        |        |
|  |                 |                 |      | Leicester City | 1(3)             |                  |  |                 |            |            |            |            |  |         |        |        |
|  |                 | Manchester City | 1(4) |                |                  |                  |  |                 |            |            |            |            |  |         |        |        |
|  | Manchester City | Manchester City | 1(4) | 0(4)           |                  |                  |  |                 |            |            |            |            |  |         |        |        |
|  | Manchester City |                 |      | 0(4)           |                  |                  |  |                 |            |            |            |            |  |         |        |        |
|  | Wolverhampton   | 0(1)            |      |                |                  |                  |  |                 |            |            |            |            |  |         |        |        |
|  | Wolverhampton   | 0(1)            |      |                |                  |                  |  | Manchester City | 2          | 3          | 5          |            |  |         |        |        |
|  |                 |                 |      |                |                  |                  |  | Manchester City | 2          | 3          | 5          |            |  |         |        |        |
|  |                 | Bristol City    | 1    | 2              | 3                |                  |  |                 |            |            |            |            |  |         |        |        |
|  | Bristol City    | Bristol City    | 1    | 2              | 3                | 4                |  |                 |            |            |            |            |  |         |        |        |
|  | Bristol City    |                 |      |                |                  | 4                |  |                 |            |            |            |            |  |         |        |        |
|  | Crystal Palace  | 1               |      |                |                  |                  |  |                 |            |            |            |            |  |         |        |        |
|  | Crystal Palace  | 1               |      | Bristol City   | 2                |                  |  |                 |            |            |            |            |  |         |        |        |
|  |                 |                 |      | Bristol City   | 2                |                  |  |                 |            |            |            |            |  |         |        |        |
|  |                 | Manchester Utd  | 1    |                |                  |                  |  |                 |            |            |            |            |  |         |        |        |
|  | Swansea City    | Manchester Utd  | 1    | 0              |                  |                  |  |                 |            |            |            |            |  |         |        |        |
|  | Swansea City    |                 |      | 0              |                  |                  |  |                 |            |            |            |            |  |         |        |        |
|  | Manchester Utd  | 2               |      |                |                  |                  |  |                 |            |            |            |            |  |         |        |        |